# 層壓式推銷

此圖解釋層壓式推銷不可持續的原因。假設在一個層壓式騙局中，每個人都需要招攬6個人，那麼第12層的22億人需要招攬131億人才能令計劃持續，比2008年的世界人口還多。

層壓式推銷或金字塔式騙局（英語：Pyramid scheme），在華語地區別稱老鼠會（源自臺語黑話），是一種「無法持久永續經營」（unsustainable）的商業銷售運作模式，在大多數國家及社會的法律及案件中被視為「非法商業行為」。值得注意的是，有些公司會以合法的「直銷」（或多層次直銷）作為「金字塔騙局」的包裝，導致直銷與金字塔騙局兩者曖昧難分，事實上，兩者也有相當相似之處。
1919年時美國發生的龐氏騙局被認為是金字塔騙局的開山鼻祖，但龐氏騙局只要自己投入資金，並不需要去找下線。

## 簡介
其運作模式通常為參與者、經營者透過介紹其他人加入而賺取佣金，這些佣金來自新會員的入會費，如此類推，一層壓一層，形如金字塔，而其組織、團隊或公司通常提供沒有「足夠市場、商業價值」的產品和服務，或者是以遠高於市價的價位來銷售其所謂的「產品」。在台灣取其有如鼠類繁殖速度之快而有「老鼠會」之別稱。
大部分的層壓式推銷者試圖將其騙局模式（Scheme），透過「商業話術、行銷包裝」等過程來達到「合理化、合法化、複雜化」等混淆視聽、似是而非的目的，期望來讓參與者或消費者等被誤導、誤認為其所謂的非法性質的騙局計畫似乎屬於其他合法性質的「多層次傳銷」計畫（Multi-level marketing）。一些所宣稱的多層次傳銷計畫已被視為是層壓式推銷計畫的變種形式。
通常參與者付入會費後，要介紹其他人入會才有收入，上層的參與者可以分享下層參與者的入會費，一層壓一層，形如金字塔，金錢向上繳集，發起人必然是最終得益者，早期與中間業務則是受益者，而最受害的是最低層、最新進的參與者，因為他們若未能介紹其他人入會，只有付出，沒有回報。因而為了獲得後繼者的錢，必須欺騙參與者，層壓式推銷涉及的法律案件通常涉及假個案和假證據、假造或隱瞞經營者的真實經營收入。
層壓式推銷術在不少地區（包括美國和大部分歐洲國家）屬刑事罪行，但有很多地區都以不干預商業運作為由不立法監管。只有少數地區透過公平交易法規來監管，使民眾得以分辨不合法的推銷行為等商業活動。在中国大陆法律，層壓式推銷被视为「非法推銷」。

## 歷史
根据美国联邦贸易委员会和华尔街资料显示，層壓式推銷最早成立于1964年，由美国人威廉·派屈克在加州所创，当时的公司名为“假日魔法公司”，在短短的8年间其业绩从第一年的52万美元窜升至1972年的2.5亿美元。大约同时成立的“佳线产品公司”也是“老鼠会”的杰作。
1971年，美国贸易委员会有鉴于“老鼠会”在全美各地流窜发展，并带来许多社会问题，于是率先控告“假日魔法公司”违反联邦贸易委员会会法。同年加州政府也检举“佳线产品公司”的非法行为。到此，“老鼠会”无法在美国立足。于是开始跨国发展，在加拿大、欧洲、日本、中国等地都出现“老鼠会”的足迹。由于他们在各国市场崛起，谋取暴利，并引起了严重的社会问题，相继被勒令停业。
層壓式推銷有很多不同版本，最早的模式是以信件行騙。信件寫上有5至10個地址的列表，收信人把表上第一個地址刪去，在表末加上自己和其他人的地址，成為新的列表，寫在新的信上，然後把此信連同指定的小額金錢寄去剛被刪的地址。寄信人希望程序一直重複，終有一天自己的地址成為列表上首個地址，接收累積的金錢。
層壓式推銷的成功視乎會員數目能否以指數級增長，所以層壓式推銷的英文是"pyramid"（金字塔），代表每向下一層會員人數就遞增。當會員人數越來越多，支持計劃運作的會員數目將會是天文數字，註定層壓式推銷不能持久，絕大部分參與者都要賠錢。
大規模的層壓式推銷曾於前蘇聯共和國發生。蘇聯解體後不久，當地的人對股票市場不熟悉，被誤導以為可以輕易獲得10倍以上利潤。
最惡名昭彰的案例包括俄羅斯的MMM騙局、1997年阿爾巴尼亞的層壓式推銷騙案以及香港的JPEX案。

## 法例禁止
很多國家和地区明文規定禁止層壓式推銷，但仍禁之不絕。純粹牽涉金錢的層壓式推銷已差不多絕跡，很多層壓式推銷都以售賣貨品作掩飾，卻以招攬會員為實。

### 禁止層壓式推銷的地区

#### 亞洲
- 中華民國
- 中华人民共和国
- 香港[6][7]
- 澳門
- 日本
- 马来西亚
- 尼泊尔
- 菲律賓
- 新加坡[8]
- 斯里蘭卡
- 泰國
- 伊朗
- 土耳其

#### 歐洲
- 阿尔巴尼亚
- 爱沙尼亚
- 法國
- 德国
- 匈牙利
- 冰島
- 挪威
- 波蘭
- 葡萄牙
- 羅馬尼亞
- 義大利
- 英国
- 瑞士
- 荷蘭
- 保加利亚
- 丹麦

#### 美洲
- 巴西
- 加拿大
- 哥伦比亚
- 墨西哥
- 美国

#### 大洋洲
- 新西兰

#### 其他
- 南非

## 特徵
在層壓式推銷中，一個組織強逼人們去「入會」，並繳交各項入會費及培訓費用。該組織則對新會員承諾如他們成功招攬其他新會員，則可獲取佣金。而組織的高層和「上線」(即成功招攬會員的舊成員)亦可分佣。對這些高層而言，層壓式推銷是個賺大錢的好方法，因為他們不需要自己動手，下層的會員就已經有強烈的動力去招攬更多新會員，同時將收入轉移至他們的手中。
層壓式推銷提供的產品本身幾乎毫無價值，或者是以高出市價的價錢出售。這些「產品」包括教授參與者如何招攬新會員的小冊子、錄音帶等，價錢可能高達數百至數千美元。互聯網上的宣傳文本，常以「如何在網絡上賺100萬元？」做招徠。其他的例子包括，把產品以遠高於市價的價錢出售。結果是只有參與推銷的人才會購買，而唯一可以賺取金錢的途徑是介紹更多的新人，因為部份新人入會費是舊人的佣金。由於產品和服務本身毫無價值，層壓式推銷依賴新會員的入會費或更努力壓榨舊會員來獲取利潤。最終再沒有新會員加入，大量低層會員無法獲得任何利潤。
層壓式推銷的特徵：
- 硬銷手法
- 保證可得可觀收入，或表示不一定保證可能收入，要靠自己努力所得
- 以獎勵計畫/獎勵積分取代金錢或利益等字眼
- 沒有產品，或產品以遠高於市價出售
- 收入主要來自介紹別人入會的佣金，而不是靠售賣產品予非會員
- 通常只有最早期加入的人才能賺錢
- 不斷強調層壓式推銷是合法的（實際上是非法行為）
- 不斷強調公司並非層壓式或傳銷而是直銷經營

與層壓式推銷不同，傳銷的參與者通過售賣公司的貨品或服務予非會員而取得佣金，而介紹新會員入會則不是主要收入。但層壓式推銷可以用貨品和服務做幌子，最重要視乎公司的資金主要來自新會員還是售出的貨物。

#### 法定直銷與層壓式推銷分界線
註：本文提及的「傳銷」為中華人民共和國定義，包含多層次直銷與層壓式推銷。
中華人民共和國《直销管理条例》發布後對於直銷與傳銷分界線做出法定明文闡述。
- 合法性方面，直销合法，層壓式推銷违法。
- 層壓式推銷常有關押人員、扣押物品與暴力色彩等諸多光怪陸離現象，直銷無。
- 直销招募受法規限制，不得招募在校生、教师、医务人员、公务员等身份和未满18周岁的人员为直销员，層壓式推銷不遵守此法。
- 直销培训内容、培训形式、培训场所、授课人员遵守法定諸多規範和層層證照執照取得，層壓式推銷不遵守此法。
- 直销以直销员直接向消费者销售商品之毛利为获得报酬的前提，層壓式推銷往往不销售商品，或明顯使用假性商品為幌子。
- 直销需有完备退换货制度比照一般所有商店，層壓式推銷多數无產品，更談不上售后。
- 直销计酬公开且只能是单层次计酬，报酬总额不得超过直销员本人直接向消费者销售产品售價的30%，層壓式推銷报酬计算可能不公开且容許多層次抽佣。

### 八球模型
大部分層壓式推銷公司的運作方式都非常複雜。為了方便解說，這裏採用了較簡單的模型。
在這個模型裏，每名會員必須招攬二名新會員。這件事隨着人數的增加會變得愈來愈難，因為模型的層數也在上升，令分成變小。這個模型裏，每一個人都招攬了二名新會員，而每名新會員又招攬了另外二名新會員，如此類推。

這個「八球模型」由十五人組成。請注意在等差式增長中，總人數為1 + 2 + 3 + 4 + 5 = 15。而此計劃是用了等比式增長，人數構成為1 + 2 + 4 + 8 = 15。

### 前蘇聯國家的層壓式推銷
蘇聯解體後，東歐不少國家的人成為了層壓式推銷的受害者，一般認為主因是當地一直奉行計劃經濟，對自由經濟體制欠缺認識。較著名的例子發生在阿爾巴尼亞、羅馬尼亞和發生在俄羅斯的MMM騙局。

### 特例
層壓式推銷是一種不能持久的商業運作模式，可是當層壓式推銷運用在非商業環境下，是可以成功的，而這些特別的例子，稱為層壓式傳教。

## 註解
1. ↑  Carroll, Robert Todd. . Wiley. 2003: 235. ISBN 0-471-27242-6.
2. ↑  Coenen, Tracy. . Wiley. 2009: 168. ISBN 0-470-38796-3.
3. ↑  Ogunjobi, Timi. . Tee Publishing. 2008: 13–19.
4. ↑  Salinger (Editor), Lawrence M.  2. Sage Publishing. 2005: 880. ISBN 0-7619-3004-3.
5. ↑    - Pyramid Schemes 的存檔，存档日期2007-06-23.Debra A. Valentine, General Counsel, Federal Trade Commission（美利堅合眾國）
  - 《Trade Practices Amandment Act（No. 1) 2002》Trade Practices Act 1974 (Cth) ss 65AAA - 65AAE, 75AZO （澳大利亞）
  - 無限連鎖講の防止に関する法律 （页面存档备份，存于）（日本）
  - 禁止傳銷條例 （页面存档备份，存于）（中國大陸）
  - 透過修改七月十五日第6/96/M號法律禁止層壓式傳銷 （页面存档备份，存于）（澳門）
6. ↑  . www.info.gov.hk.   [2018-06-25]. （原始内容存档于2018-06-25）.
7. ↑  http://www.hklii.hk/chi/hk/legis/ord/617/ （页面存档备份，存于） 香港條例 第617章《禁止層壓式計劃條例》
8. ↑  http://www.asianlii.org/sg/legis/consol_act/mmapsac190538/mmapsac190538.html （页面存档备份，存于） MULTI-LEVEL MARKETING AND PYRAMID SELLING (PROHIBITION) ACT
9. ↑  .   [2019-04-29]. （原始内容存档于2019-05-22）.

## 內部連結
- 龐氏騙局
- 詐騙
- 市场营销
- 多層次傳銷
- 直销
- 传销 (中华人民共和国)
- 萨利·贝里沙
- 连环信
- 鴻源案
- 1040陽光工程

## 外部連結
- “老鼠会” （页面存档备份，存于）
- 詐騙和騙局（英文） （页面存档备份，存于）
- 商業罪案調查員Bill E. Branscum的文章（英文） （页面存档备份，存于）
- 立委：吳捲入老鼠會還謊話連篇
- 網際網路老鼠會行銷手法